# Cicadulina mbila
Espèce
Cicadulina mbila, ou cicadelle du maïs, cicadelle de la striure du maïs, est une espèce d'insectes homoptères de la famille des Cicadellidae, originaire de l'Afrique au sud du Sahara.
Cet insecte revêt une grande importance économique car c'est le principal vecteur du virus de la striure du maïs, responsable d'une virose qui peut engendrer de fortes baisses de rendement dans les cultures de maïs.

## Description
L'insecte adulte, de couleur générale vert-jaune clair, mesure environ 3 mm de long. Il présente sur la tête deux taches noires entre les yeux. Les ailes portent des lignes brunes longitudinales.
Les femelles se distinguent par la présence d'un organe ovipositeur à l'extrémité noire.
Les œufs, de forme elliptique et de couleur blanc-crème, ont un diamètre de 0,1 mm pour une longueur de 0,3 à 0,5 mm.

## Distribution
L'aire de répartition de Cicadulina mbila coïncide avec celle du virus de la striure du maïs et s'étend sur la totalité de l'Afrique subsaharienne, plus particulièrement en Afrique australe et orientale.